# Barbosa (São Paulo)
Pour les articles homonymes, voir Barbosa.
Barbosa est une municipalité brésilienne de l'État de São Paulo et la Microrégion de Birigüi.

## Démographie
| Évolution de la population (municipalité) | Évolution de la population (municipalité) | Évolution de la population (municipalité) | Évolution de la population (municipalité) |
| Année                                     | Population                                |                                           | %±                                        |
| ----------------------------------------- | ----------------------------------------- | ----------------------------------------- | ----------------------------------------- |
| 1960                                      | 3 472                                     |                                           | —                                         |
| 1970                                      | 4 871                                     |                                           | 40,3%                                     |
| 1980                                      | 5 587                                     |                                           | 14,7%                                     |
| 1991                                      | 5 379                                     |                                           | −3,7%                                     |
| 2000                                      | 5 837                                     |                                           | 8,5%                                      |
| 2010                                      | 6 593                                     |                                           | 13,0%                                     |
| 2022                                      | 5 640                                     |                                           | −14,5%                                    |
| ,                                         |                                           |                                           |                                           |